# بوردود (تموراس)
بوردود هو دُوَّار يقع بجماعة الزريزر، إقليم تاونات، جهة فاس مكناس في المملكة المغربية. ينتمي الدوّار لمشيخة تموراس التي تضم 6 دواوير. يقدر عدد سكانه بـ 1382 نسمة حسب الإحصاء الرسمي للسكان والسكنى لسنة 2004.

## روابط خارجية
- البوابة الوطنية للجماعات الترابية نسخة محفوظة 12 مارس 2018 على موقع واي باك مشين.
- المندوبية السامية للتخطيط